# Arisaema menglaense
Arisaema menglaense är en kallaväxtart som beskrevs av Y.H.Ji, H.Li och Z.F.Xu. Arisaema menglaense ingår i släktet Arisaema och familjen kallaväxter. Inga underarter finns listade.